# 老鸦咀水库
老鸦咀水库是中国陕西省咸阳市乾县境内的一座水库，位于漠谷河上，建于1970年。水库正常库容为612万立方米，集雨面积为245平方千米，海拔为593.4米。